# Štěpanice (Úbislavice)
Štěpanice je část obce Úbislavice v okrese Jičín. Nachází se na severu Úbislavic. V roce 2009 zde bylo evidováno 23 adres. V roce 2001 zde trvale žilo 7 obyvatel.
Štěpanice leží v katastrálním území Zboží u Nové Paky o výměře 4,41 km2.

## Historie
První písemná zmínka o obci pochází z roku 1542.

## Pamětihodnosti
- Sloup se sochou sv. Jana Nepomuckého